# Razzia op Djerba
Razzia op de Djerba is een  stripverhaal uit de reeks van Jerom.

## Locaties
Dit verhaal speelt zich af op de volgende locaties:
- huis van professor Barabas, vliegveld, Djerba, Ghriba (hoofdstad van Djerba)[1], graf van de heilige Maraboet, hoeve, bazar, palmbos, paleis van de emir

## Personages
In dit verhaal spelen de volgende personages mee:
- Jerom, professor Barabas, tante Sidonia, Odilon, professor Peremans (eminent historicus), professor Naster (archeoloog), Mustafa, ruitergroep, Achmed Ali (boer) en zijn vrouw, emir Sidi Bel Abbas, lijfwachten, dorpelingen, Jasmijntje, Jezabel en Dalila, Boelaba

## Het verhaal
Professor Barabas wacht op twee vrienden die op bezoek zullen komen, maar zij worden door twee mannen tegengehouden en krijgen een drankje. Met glazige ogen gaan ze gewillig met de mannen mee en worden met een vliegtuig naar een onbekende bestemming gebracht. Professor Barabas wordt ongerust en gaat op zoek, hij vindt een zilveren snuifdoos en de pijp van Peremans. Professor Barabas vindt een tekst op de snuifdoos en die verwijst naar Ghriba, de hoofdstad van Djerba. De professor leest verhalen over het eiland, zoals de lotos en het eiland waar men de vergetelheid vindt. De volgende dag helpen Jerom, tante Sidonia en Odilon de professor en ze hebben een speurhond meegenomen die de geur van de pijp zoekt. Ze komen bij het vliegveld en de nachtwaker vertelt dat er die nacht een vliegtuig is vertrokken. Het Morotari-commando vliegt op hun motoren naar Djerba. Jerom denkt een huis te zien, maar het is een vierkant blok met een koepel zonder deuren en ramen.
Er duikt een ruitergroep op en zij zijn boos door de heiligschennis van het graf van de heilige Maraboet. De vrienden moeten eerst zeven maal rond het gebouw rijden voor ze door mogen gaan. Een boer biedt hen drinken aan en waarschuwt voor de lotos, het sap van de dadelpalm. Als je dit sap drinkt, kom je in een soort verdoving en vergeet het verleden. Een man bespiedt de vrienden en de boer vertelt dat dit een van de lijfwachten van de emir is. Odilon eet suiker uit een schaaltje en de vrouw van de boer is woedend, want dit was voor de djinns. De vrienden rijden verder en komen bij de stadspoort, die bewaakt wordt. Jerom kan de mannen wegjagen door een Arabische dolk recht te buigen. De vrienden gaan te voet verder en tante Sidonia koopt souvenirs in een winkel. De vrienden zien de emir, die op een kameel wordt vervoerd. Daarna zien ze professor Peremans op een ezel rijden. Peremans reageert niet op het geroep en ze zien dat hij voor zich uit staart en onder invloed is van de lotos. De vrienden vliegen laag met de motoren om Peremans te zoeken, maar hij verdwijnt in een bos.
Jerom volgt de professor in het bos, maar wordt door een man gewaarschuwd om niet langer te proberen de twee wijzen te bevrijden. Jerom gebruikt slaapgas en de meeste mannen zijn geen gevaar meer. Er is een reusachtige neger die niet in slaap valt en er ontstaat een gevecht, dat door Jerom wordt gewonnen. De leden van Morotari zijn weer samen en rijden terug naar de stad, ze willen naar het paleis van de emir. Jerom vraagt de richting aan twee vrouwen bij een waterput, maar zij zijn bang voor de djinns en vluchten weg. De emir bezoekt de professoren en wil dat ze extra lotos krijgen, omdat hij ziet dat ze weer stralende blikken krijgen. Boelaba komt met de lotos en de emir hoort dat de professoren nog altijd niet bewijs gevonden hebben in de geschiedenis. De vrienden komen bij het paleis van de emir en gebruiken lachgas, omdat het slaapgas op is. Professor Barabas ziet dat zijn vrienden onder invloed zijn. Hij geeft hun een injectie met een serum dat de verdovende werking van de lotos tenietdoet.
De vrienden van de professor vertellen dat Sidi Bel Abbas ervan overtuigd is dat hij een directe afstammeling is van de profeet Mohamed. Hij wil dit historisch bewijzen en daarom heeft hij de professoren laten ontvoeren. Door de invloed van de toverdrank hebben de professoren zich als gekken aangesteld, want ze denken dat de afstammelingsgeschiedenis een waanbeeld van de emir is. Dan komen de lijfwachten van de emir binnen, maar de vrienden kunnen hen met het lachgas verslaan. De vrienden vluchten naar de binnenplaats en ze vliegen met de motoren weg. De emir loopt huilend door de zaal met zijn lachende lijfwachten. De vrienden gaan nog langs bij Achmed Ali en krijgen muntthee. Professor Barabas bedenkt een plan, waardoor het gebeuren voor iedereen een goede afloop zal hebben. Ze gaan naar de troonzaal en geven de emir een perkament waarop staat dat hij een afstammeling is van de profeet. 